# Liste der Baudenkmale in Juist
In der Liste der Baudenkmale in Juist sind alle Baudenkmale der niedersächsischen Inselgemeinde Juist im Landkreis Aurich aufgelistet. Die Quelle der Baudenkmale ist der Denkmalatlas Niedersachsen. Der Stand der Liste ist der 3. Februar 2024.

## Allgemein
In den Spalten befinden sich folgende Informationen:
- Lage: die Adresse des Baudenkmales und die geographischen Koordinaten. Kartenansicht, um Koordinaten zu setzen. In der Kartenansicht sind Baudenkmale ohne Koordinaten mit einem roten Marker dargestellt und können in der Karte gesetzt werden. Baudenkmale ohne Bild sind mit einem blauen Marker gekennzeichnet, Baudenkmale mit Bild mit einem grünen Marker.
- Bezeichnung: Bezeichnung des Baudenkmales
- Beschreibung: die Beschreibung des Baudenkmales. Unter § 3 Abs. 2 NDSchG werden Einzeldenkmale und unter § 3 Abs. 3 NDSchG Gruppen baulicher Anlagen und deren Bestandteile ausgewiesen.
- ID: die Objekt-ID des Baudenkmales
- Bild: ein Bild des Baudenkmales, ggf. zusätzlich mit einem Link zu weiteren Fotos des Baudenkmals im Medienarchiv Wikimedia Commons. Wenn man auf das Kamerasymbol klickt, können Fotos zu Baudenkmalen aus dieser Liste hochgeladen werden:

| Lage                                              | Bezeichnung                               | Beschreibung | ID       | Bild           |
| ------------------------------------------------- | ----------------------------------------- | --- | -------- | -------------- |
| Dünenstraße 53° 40′ 45″ N, 7° 0′ 0″ O             | Kirche                                    | Einschiffiger Backsteinbau mit Ostapsis auf Halbkreisschluss. An der südlichen Traufseite Glockenturm unter hohem Pyramidendach. Westabschluss auf halbrundem Grundriss. Erbaut 1910. | 34655001 | Weitere Bilder |
| Dünenstraße 2 53° 40′ 44″ N, 6° 59′ 56″ O         | Wohnhaus Miele-Haus                       | Eingeschossiger Backsteinbau unter ziegelgedecktem Krüppelwalmdach, mit südlichem Anbau unter Pultdach. Original erhaltene Schiebe- bzw. Drehfenster. Erbaut 1802 (i). Tw. erneuert, Umbau zur Teestube 1992. | 34655028 |                |
| Dünenstraße 3 53° 40′ 44″ N, 6° 59′ 57″ O         | Wohnhaus Inselweberei                     | Eingeschossiger Backsteinbau unter ziegelgedecktem Satteldach, nach Süden zwei Anbauten unter Abschleppung. Erbaut Beginn 19. Jh. | 34655074 |                |
| Dünenstraße 28 53° 40′ 41″ N, 7° 0′ 17″ O         | Schuppen                                  | Eingeschossiger Backsteinbau unter Satteldach in Schieferdeckung. Mit zwei Längseinfahrten. Fassaden gestaltet durch Lisenen und mit Backsteinziersetzungen über den Öffnungen und an Traufe und Ortgang. Erbaut um 1900 als Rettungsbootschuppen.                                                                                        | 34655435 |                |
| Friesenstraße 7 53° 40′ 41″ N, 6° 59′ 39″ O       | Wohnhaus                                  | Zweigeschossiger giebelständiger Backsteinbau in expressionistischer Formensprache unter ziegelgedecktem Satteldach. Loggienartiger Eingangsvorbau mit Balkon im ersten OG. Originale wandfeste Innenausstattung erhalten, ebenso zeitgenössische Fenster und Türen. Erbaut um 1930.                                                      | 39392337 | BW             |
| Friesenstraße 16 53° 40′ 43″ N, 6° 59′ 48″ O      | Pension Villa Seestern                    | Giebelständiger zweigeschossiger Backsteinbau unter ziegelgedecktem Mansarddach. Ortstypischer Verandavorbau unter Pultdach mit auffälligen Putzapplikationen im Brüstungsbereich. OG im Straßengiebel mit stuckgerahmten Fenstern, darüber Scheinfachwerk aus Putzapplikationen. Erbaut um 1910, etwas jüngerer Anbau nach Osten.        | 34655103 |                |
| Friesenstraße 18 53° 40′ 44″ N, 6° 59′ 52″ O      | Badehaus Altes Warmbad                    | Symmetrischer Backsteinbau. Zweigeschossiger Mitteltrakt mit zwei Eingängen unter ausgebautem Walmdach sowie zwei etwas zurückgesetzte Flügelbauten unter Flachdächern dem Mittelbau ein- bzw. zweigeschossig zugeordnet. Rundbogige Öffnungen, Backsteinziersetzungen in den Fassaden. Erbaut 1895 bis 1905.                             | 34655127 | Weitere Bilder |
| Friesenstraße 19 53° 40′ 44″ N, 6° 59′ 53″ O      | Wohnhaus Haus Siebje                      | Traufständiger eingeschossiger verputzter Backsteinbau unter ziegelgedecktem Satteldach, rückwärtig mit Abschleppung. Erneuerte Hebefenster. Errichtet 1811 (i). | 34655155 |                |
| Friesenstraße 21 53° 40′ 43″ N, 6° 59′ 52″ O      | Wohnhaus Haus Heiken                      | Eingeschossiger verputzter Backsteinbau unter ziegelgedecktem Krüppelwalmdach, mit eingeschossigem Anbau nach Norden unter abgeschlepptem Dach. Erbaut Beginn 19. Jh. | 34655182 |                |
| Friesenstraße 29 53° 40′ 41″ N, 6° 59′ 40″ O      | Haus Bredden                              | Traufständiges eingeschossiges massives Doppelhaus, unter ziegelgedecktem Krüppelwalmdach. Zwei Eingänge in der Nordfassade, bezeichnet mit „Oost“ und „West“, Westfassade verputzt, ansonsten backsteinsichtig. Erbaut in der ersten Hälfte des 19. Jahrhunderts.                                                                        | 34655211 |                |
| Loogster Pad 27 53° 40′ 33″ N, 6° 57′ 43″ O       | Wohnhaus                                  | Traufständiger eingeschossiger Massivbau unter ziegelgedecktem Satteldach. Straßenseitige Fassade mit alten Schiebefenstern und Blockzargen. Rückwärtig eine Abschleppung mit Butzen, Fenster hier ersetzt. Erbaut 1836. | 34655236 | BW             |
| Mittelstraße 7 53° 40′ 42″ N, 7° 0′ 1″ O          | Pension                                   | Auf einem Eckgrundstück gelegener zweigeschossiger Backsteinbau, unter ziegelgedeckten Walm- und Satteldächern. Erbaut um 1900. Erweiterungsbau nach Osten um 1930, ergänzt und erweitert um 1960. Verandaanbau nach Süden vermutlich um 1930.                                                                                            | 34655262 |                |
| Strandpromenade 53° 40′ 48″ N, 6° 59′ 53″ O       | Wasserturm                                | Hoher Bau in Backsteinsichtmauerwerk auf kreisförmigem Grundriss. Acht senkrechte Felder zwischen Lisenen, jedes geschmückt mit quadratischen Musterelement im oberen Viertel sowie Zahnschnittmuster als oberen Abschluss. Oberhalb des Turmkörpers zwei kleine Aufsätze auf ebenfalls kreisförmigem Grundriss. Erbaut um 1930.          | 34655295 | Weitere Bilder |
| Wilhelmstraße 9 53° 40′ 39″ N, 6° 59′ 35″ O       | Pension Villa Charlotte                   | Zweigeschossiger Putzbau auf Eckgrundstück mit verschiefertem Mansarddach. Verandaanbau vorgesetzt. Rückseite mit kleinem Anbau. Ausladendes Dach auf profilierten Konsolen. Erbaut um 1900. | 34654766 |                |
| Wilhelmstraße 38 53° 40′ 38″ N, 7° 0′ 0″ O        | Wohnhaus                                  | Eingeschossiges Backsteingebäude unter ziegelgedecktem Krüppelwalmdach, mit Anbau nach Norden unter Dachabschleppung. Erbaut Beginn 19. Jh. | 34654830 |                |
| Wilhelmstraße 45 53° 40′ 38″ N, 6° 59′ 52″ O      | Wohnhaus Haus Frommel                     | Traufständig in zweiter Reihe errichtetes eingeschossiges Backsteingebäude unter ziegelgedecktem Satteldach, mit Abschleppungen. Erbaut erste Hälfte 19. Jh. | 34654855 | BW             |
| Wilhelmstraße 47 53° 40′ 38″ N, 6° 59′ 51″ O      | Wohnhaus Haus van Lessen                  | Zweigeschossiger villenartiger Backsteinbau, unter ziegelgedecktem Walmdach. Fassadenschmuck in Form von zeittypischen Backsteinmustern. Zwei eingeschossige Anbauten nach Westen und Süden, jüngerer Garagenanbau nach Osten. Erbaut um 1930.                                                                                            | 34654877 |                |
| Wilhelmstraße 48 53° 40′ 39″ N, 6° 59′ 49″ O      | Pension Logirhaus Doyen                   | Eckgebäude auf L-förmigem Grundriss. Zweigeschossiger verputzter Backsteinbau unter ziegelgedecktem Satteldach, an der Straßenecke zudem ein polygonaler Eckturm unter hohem Pyramidendach und im Erdgeschoss eine vorgesetzte verglaste Veranda. Originale Fenster erhalten. Erbaut Ende des 19. Jahrhunderts.                           | 34654900 |                |
| Wilhelmstraße 58 53° 40′ 39″ N, 6° 59′ 35″ O      | Wohn-/ Geschäftshaus Fliegender Holländer | Traufständiger Backsteinbau unter ziegelgedecktem Satteldach; straßenseitig zwei zweiachsige Dachhäuschen, jeweils unter eigenem Satteldach. Straßenseitig inseltypischer Veranda-Anbau als Schaufassade. Erbaut um 1880. | 34654927 |                |
| Wilhelmstraße 60 / 61 53° 40′ 38″ N, 6° 59′ 32″ O | Hotel                                     | Traufständiger langgestreckter Sichtbacksteinbau, dreigeschossig im Westen, unter ziegelgedecktem Halbwalmdach; zweigeschossiger Teil im Osten unter ziegelgedecktem Satteldach, mit dreigeschossigem Eingangsrisalit. Veranda-Anbau als Schaufassade vor beiden Bauteilen nachträglich überformt. Erbaut um 1880, jüngere Erweiterungen. | 34654953 |                |